# COMPACT DISC (ゴールデンボンバーのアルバム)
『COMPACT DISC』（コンパクト・ディスク）は、日本のヴィジュアル系エアーバンド・ゴールデンボンバーの5枚目のオリジナル・アルバムである。2023年2月8日にZany Zapより発売。前作『もう紅白に出してくれない』以来3年2か月ぶりのアルバムで、2021年に発売されたシングル曲「キスミー」を含む全15曲が収録された。
オリコン週間アルバムランキングでは最高位3位、Billboard Japan Hot Albumsでは最高位5位を記録した。

## プロモーション
2022年12月25日、市原市市民会館で開催された『ゴールデンボンバークリスマスライブ〜聖夜の幽漢脚〜』にて、2023年2月8日にアルバム『COMPACT DISC』を発売することと、3月から全国ツアーを開催することを発表した。本作は鬼龍院翔の今の時代、CDを出してもみんな所持しようと思わないのではというアイデアからCD+DVD（普通盤）のほか、ジャケットデザインをあしらったトートバック盤、ポーチ盤、ミラー盤の4形態（後者3つはCD付き仕様も存在する）での発売となった。アルバムタイトルは、前作以降医に発表された楽曲が収録されていながら収録曲を総括するコンセプトがなく、じゃあ、これはなんだ、僕の出そうとしてる作品はなんなのだ……一瞬、配信だけでいいかなとも考えたんですけど、「それでもCDを出す」のであれば、この15曲をひとまとめにするのであればということから付けられた。
本作の発売日にYouTubeに告知映像が公開されており、某ランキング形式の音楽番組をパロディしたものになっており、メンバーが某番組風のナレーションを務めている。
2023年3月25日から8月6日にかけて全国ツアー『ゴールデンボンバー全国ツアー2023「振り返ればケツがいる」』が開催された。声出し可能なツアーとしては約3年ぶりとなり、東京ガーデンシアター公演が両日完売となったほか、最終公演はニコニコ生放送での生中継が行われた。

## 収録曲
| 全作詞・作曲: 鬼龍院翔。 |                                                                 |           |            |                              |      |
| #                        | タイトル                                                        | 作詞      | 作曲・編曲 | 編曲                         | 時間 |
| 1.                       | 「Hey Yo!」(ラップ詞: 鬼龍院翔、喜矢武豊、歌広場淳、樽美酒研二) | 鬼龍院翔  | 鬼龍院翔   | 鬼龍院翔、tatsuo             | 5:01 |
| 2.                       | 「人間だ」                                                      | 鬼龍院翔  | 鬼龍院翔   | 鬼龍院翔、tatsuo             | 4:37 |
| 3.                       | 「Yeah!めっちゃストレス」                                       | 鬼龍院翔  | 鬼龍院翔   | 鬼龍院翔、tatsuo             | 3:31 |
| 4.                       | 「おさかな地獄」                                                | 鬼龍院翔  | 鬼龍院翔   | 鬼龍院翔、tatsuo             | 4:18 |
| 5.                       | 「踊るなよ -Do Not Dance-」                                     | 鬼龍院翔  | 鬼龍院翔   | 鬼龍院翔、DJ Mass MAD Izm*   | 3:26 |
| 6.                       | 「ダニ」                                                        | 鬼龍院翔  | 鬼龍院翔   | 鬼龍院翔、tatsuo             | 4:30 |
| 7.                       | 「THEガマン」                                                   | 鬼龍院翔  | 鬼龍院翔   | 鬼龍院翔、tatsuo             | 2:34 |
| 8.                       | 「マリアの肝臓」                                                | 鬼龍院翔  | 鬼龍院翔   | 鬼龍院翔、tatsuo             | 4:50 |
| 9.                       | 「バブルはよかった」                                            | 鬼龍院翔  | 鬼龍院翔   | 鬼龍院翔、tatsuo             | 4:53 |
| 10.                      | 「ありふれたうた」                                              | 鬼龍院翔  | 鬼龍院翔   | 鬼龍院翔、tatsuo             | 4:30 |
| 11.                      | 「胸を痛めても」                                                | 鬼龍院翔  | 鬼龍院翔   | 鬼龍院翔、tatsuo             | 5:45 |
| 12.                      | 「鈍色の臨終」                                                  | 鬼龍院翔  | 鬼龍院翔   | 鬼龍院翔、tatsuo、中川幸太郎 | 6:02 |
| 13.                      | 「断末魔」                                                      | 鬼龍院翔  | 鬼龍院翔   | 鬼龍院翔、tatsuo、中川幸太郎 | 5:12 |
| 14.                      | 「夢を見れたら」                                                | 鬼龍院翔  | 鬼龍院翔   | 鬼龍院翔、tatsuo             | 4:28 |
| 15.                      | 「キスミー」                                                    | 鬼龍院翔  | 鬼龍院翔   | 鬼龍院翔、tatsuo             | 4:26 |
| 合計時間:                | 合計時間:                                                       | 合計時間: | 68:03      |                              |      |

| #  | タイトル                                              | 作詞 | 作曲・編曲 |
| -- | ----------------------------------------------------- | ---- | ---------- |
| 1. | 「仲悪いけどメンバーで飲みに行ってみた ～キャンプ編」 |      |            |

### 楽曲解説
1. Hey Yo!
  - 各メンバーによるラップパートが存在する[7]。
  - サビの「Hey Yo!」のコーラス部分は樽美酒と喜矢武ががなり声を重ねている[8]。
2. 人間だ
3. Yeah!めっちゃストレス
  - 鬼龍院が元々好きだった『ゼルダの伝説』等のゲームで流れている音楽について調べたことでケルト音楽にハマり、自身の楽曲に遺憾なく取り入れるために(勘だけでケルトっぽい曲を作ることを避けるために)ケルト音楽の本場とされているアイルランドの現地へ音楽を聴きに行ったことで完成させた楽曲[9]。
  - アイルランド音楽を専門としたバンドDé Domhnaighのヒロシ、ぱとり、大谷舞が生楽器のレコーディングで参加している[10]
  - 本楽曲のインストゥルメンタルがYouTubeに公開されている[11]。
4. おさかな地獄
  - 配信リリース楽曲。
5. 踊るなよ -Do Not Dance-
  - 歌広場による振り付けのレクチャー動画が公開されている[12]。
6. ダニ
  - タイトルはYOSHII LOVINSONの「TALI」と同様の方式で付けられた[13]。
7. THEガマン
  - 2021年3月から8月まで行われた全国ツアー「ゴールデンボンバー全国ツアー『楽器を弾いたらサヨウナラ』」の主題歌。
  - 配信リリース楽曲。
8. マリアの肝臓
  - 配信リリース楽曲。
  - あやまんJAPANのあやまん監督とサムギョプサル和田が合いの手のレコーディングで参加している[14]。
  - 本楽曲の「合いの手なしver.」が配信限定シングルとしてリリースされている[15]。
9. バブルはよかった
  - 喜矢武がいらすとやを使って製作したMVが2020年に動画サイトにて公開されていた楽曲。
  - 初の音源化となる。
10. ありふれたうた
  - 2020年に動画サイトにて公開された楽曲。
  - 初の音源化となる。
11. 胸を痛めても
12. 鈍色の臨終
13. 断末魔
  - 配信リリース楽曲。
  - 歌広場が今作の収録曲で一番好きな曲として本楽曲を挙げている[16]。
14. 夢を見れたら
  - 鬼龍院が仲の良かった友人が亡くなる等、色々な嫌なことがあり、精神的に辛い時期に書いた楽曲。アウトロのピアノはそんな色々な嫌なことを救ってくれるようなイメージで作ったと語っている[17]。
15. キスミー
  - 25枚目のシングル。

## 参加ミュージシャン
担当楽器等の表記は、歌詞カードに記載のクレジットに準拠
ゴールデンボンバー
- 鬼龍院翔 - ボーカル
- 喜矢武豊 - ギター
- 歌広場淳 - ベース
- 樽美酒研二 - ドラム

楽器演奏や歌ってくれた人
- tatsuo - ベースとギター
- 渡辺壮祐 - ピアノとキーボード
- あやまん監督(あやまんJAPAN) - 合いの手（＃8）
- サムギョプサル和田(あやまんJAPAN) - 合いの手（＃8）
- ヒロシ(Dé Domhnaigh) - パーカッション（＃3）
- ぱとり(Dé Domhnaigh) - ティン・ホイッスル、アイリッシュ・フルート（＃3）
- 大谷舞(Dé Domhnaigh) - フィドル（＃3）
- 中川幸太郎 - オーケストラ編曲（＃11,12,13）
- 田中統英(エッグ) - オーケストラ編曲調整役（＃11,12,13）
- 真部裕、城元絢花 - ヴァイオリン（＃13）
- MIZ - ヴァイオリン（＃15）

## チャート成績
| チャート (2023年)                  | 最高位 |
| ---------------------------------- | ------ |
| Japan Hot Albums (Billboard JAPAN) | 5      |
| 日本 (オリコン)                    | 3      |
| 日本 (オリコン合算アルバム)        | 6      |